# Maria Ågren
Åsa Maria Ågren, född 22 augusti 1962 i Gällivare, är en svensk ingenjör och ämbetsman. Hon var 2015–2016 generaldirektör för Transportstyrelsen och uppmärksammades via Transportstyrelsens mycket omdiskuterade IT-upphandling.

## Biografi
Maria Ågren utbildade sig till civilingenjör i samhällsbyggnadsteknik vid Högskolan i Luleå. Hon arbetade därefter på SMHI och blev generaldirektör för Statens geotekniska institut 2002. Hon var generaldirektör för SMHI 2003–2008 och åren 2009–2015 var hon generaldirektör för Naturvårdsverket.
Mellan mars 2015 och januari 2017 var hon generaldirektör för Transportstyrelsen.

### IT-upphandlingen på Transportstyrelsen
I januari 2017 beslutade regeringen sparka Maria Ågren som generaldirektör för Transportstyrelsen. Hon hamnade därmed som generaldirektör på den så kallade elefantkyrkogården i Regeringskansliet.
Den 6 juli 2017 rapporterade Dagens Nyheter att Maria Ågren hade utretts av Riksenheten för säkerhetsmål för vårdslöshet med hemlig uppgift och att hon efter erkännande godkänt ett strafföreläggande där påföljden bestämdes till dagsböter på totalt 70 000 kronor. Efter en IT-upphandling som genomfördes i början av 2015 om att lägga ut IT-verksamhet på extern drift, vilken hade genomförts trots att Säkerhetspolisen (den 25 november 2015) hade varnat och rekommenderat Transportstyrelsen att avbryta outsourcingen, förflyttades Ågren från sin tjänst i januari 2017. Upphandlingen påbörjades 2014 under den tidigare generaldirektören Staffan Widlerts ledning, men avslutades kort efter Ågren tillträtt. Widlert tog på sig delar av ansvaret och sade att Ågren hamnade i en mycket svår sits. Tillgång till datauppgifter med bland annat uppgifter om alla fordon, alla körkortsinnehavare och alla järnvägens driftscentraler i Sverige hade vid outsourcingen getts till ej säkerhetsklassade personer i bland annat Serbien.
Åklagaren ansåg att Maria Ågren hade agerat "av grov oaktsamhet" men "utan syfte att gå främmande makt tillhanda".
Efter att Ågrens strafföreläggande blivit känt, beslutade regeringen i juli 2017 att anmäla Ågren till Statens ansvarsnämnd, som prövar frågor om avskedande av generaldirektörer. Ansvarsnämnden beslutade den 28 september 2017 att Ågren skulle avskedas från sin anställning som generaldirektör i Regeringskansliet, eftersom hon grovt har åsidosatt sina åligganden mot regeringen. Ågrens fackförbund, Sveriges Ingenjörer, väckte då talan mot staten i Arbetsdomstolen och begärde att avskedandet skulle ogiltigförklaras. Arbetsdomstolen kom fram till att staten inte hade kunnat visa att Ågren begått brottet vårdslöshet med hemlig uppgift eller att hemliga uppgifter röjts. Enligt domstolen hade Ågren visserligen allvarligt brustit i den aktsamhet som staten kan förvänta sig av en myndighetschef, men inte åsidosatt sina åligganden på ett sådant grovt sätt att det motiverade ett avskedande. Avskedandet ogiltigförklarades och Ågren fick tillbaka sin tjänst som generaldirektör i Regeringskansliet.
SVT intervjuade Patrik Fältström, säkerhetsskyddschef vid Netnod, som kommenterade att det inte var en enskild person som hade gjort fel och att felet låg i hela organisationen, något som bekräftades av en intern rapport upprättad i mars 2017 där myndigheten fick underkänt på tio av elva områden, att problemen funnits länge och att IT-säkerheten inte heller hade prioriterats av myndigheten 2009–2015 och före Ågrens tid.
Maria Ågren hade enligt egen uppgift i februari 2016 informerat infrastrukturminister Anna Johanssons statssekretetare om att hon hade beslutat om "att göra avsteg från gällande lagstiftning", det vill säga begå brott. Anna Johansson förklarade att departementet informerats vid tre tillfällen våren 2016, men att statssekreterare Erik Bromander inte informerat henne i ärendet. Anna Johansson entledigades sedermera från sin ministerpost.
Enligt hemligstämplade dokument som senare frisläppts påtalades redan 2015 att outsourcingen skulle kunna medföra "fara för livet för poliser och officerare" och äventyra användningen av kvalificerade skyddsidentiteter enligt lag 2006:939.